# Tabique interventricular
El septo interventricular o tabique interventricular es una tabique muscular que, en condiciones normales, divide al corazón en dos cámaras independientes una de la otra: una cámara ventricular izquierda (o corazón izquierdo) y una cámara ventricular derecha (o corazón derecho)
Tiene forma triangular, de base superior en concordancia con las aurículas, y vértice inferior, en relación con la punta o ápice. Se extiende desde la pared anterior del miocardio (a nivel del surco interventricular anterior) para terminar insertándose en la pared inferior del corazón (a nivel del surco interventricular posterior).
Es muy grueso, de 10 a 12 mm.
Consta de dos porciones estructuralmente distintas, separadas por la inserción de la valva Interna de la válvula tricúspide:
- Porción muscular: corresponde a la mayor parte del septo. Es la porción más gruesa del mismo, teniendo en promedio 1cm de espesor, y es de tejido muscular.
- Porción membranosa: corresponde a la porción basal del Septum y es la parte más delgada del mismo, con un espesor promedio que no sobrepasa los 2mm. Esta porción del septo interventricular es la que da origen a los pilares de la valva interna de la válvula tricúspide.[3]

## Embriología
La septación del corazón inicia a los 31 días de gestación. La comunicación interventricular embrionaria debe cerrarse al final de la 6° o a principios de la 7° semana, participando en su cierre el septo interventricular primitivo, los cojines ventrosuperiores y dorsoinferior del canal atrioventricular y la cresta sinistroventral del cono. Con este evento concluye la morfogenesis esencial del corazón